# 象の歯磨き

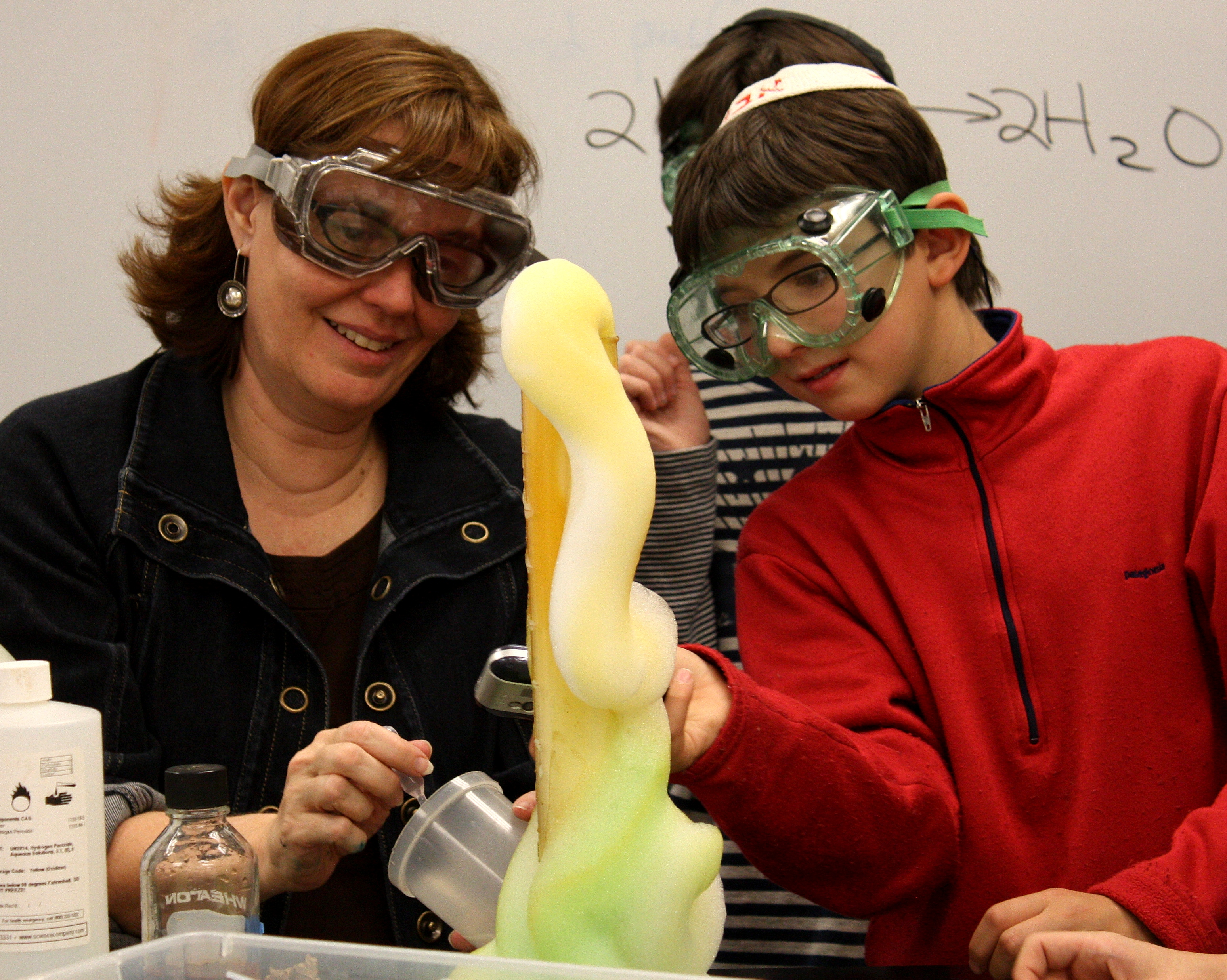
実験の様子

象の歯磨き（ぞうのはみがき、英語: elephant's toothpaste）とは、過酸化水素水の分解による化学反応である。この反応は試薬の種類が少ないうえ、泡の噴火のような派手な反応を起こせることから、学校での演示実験に用いられる。これはマシュマロ実験とも呼ばれるが、スタンフォード大学で行われたマシュマロ実験とはまったく別のものである。

## 実験の内容

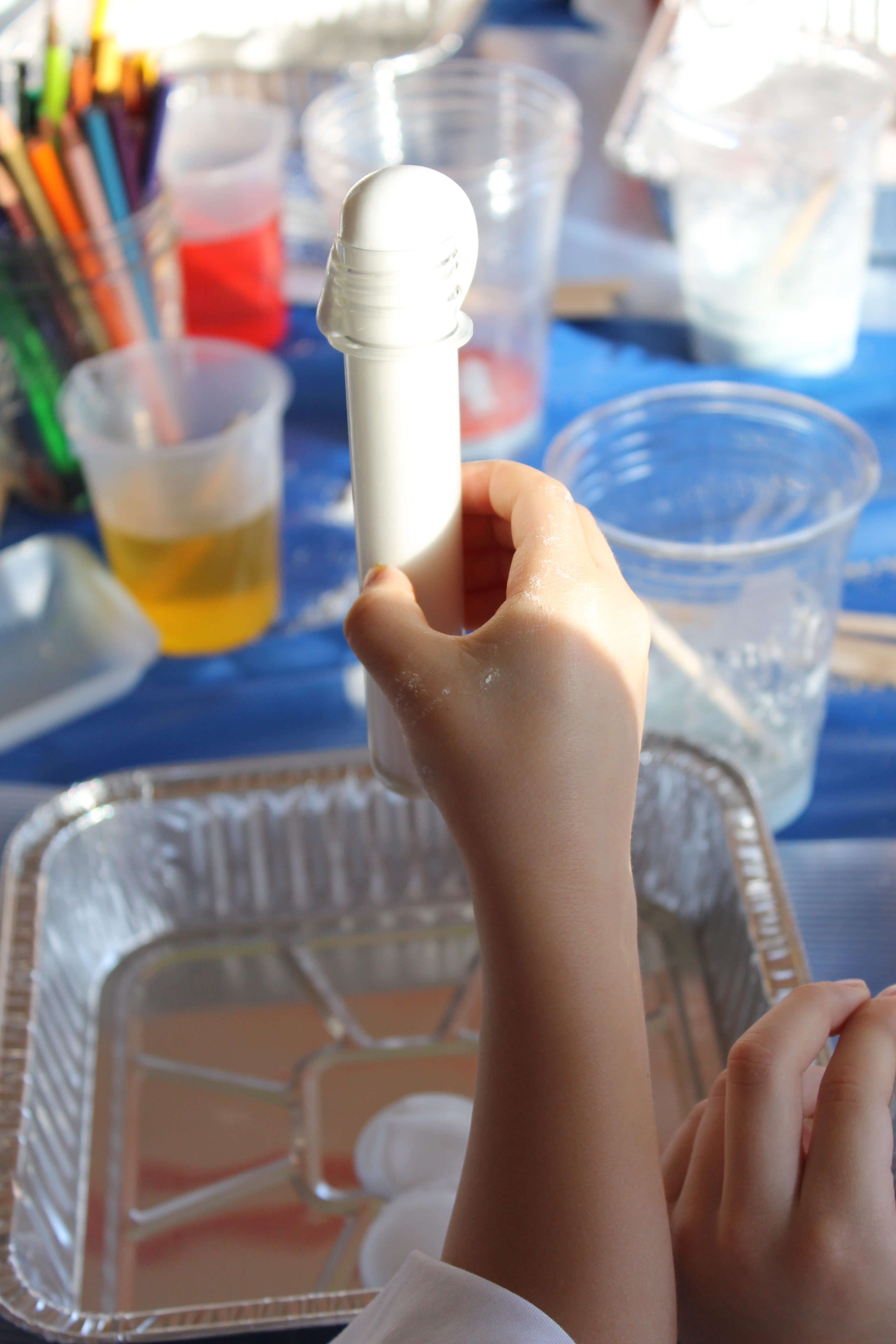
白い泡が発生している反応

### 概要
濃い過酸化水素水（30%程度）に石鹸水や洗剤などの泡立ちやすい液体を混ぜた後、過酸化水素水を酸素に分解させる触媒となるヨウ化カリウムまたはその固体を混合液に溶かす。すると石鹸水が酸素を捕らえて泡立ち、少量の過酸化水素水から大量の泡が勢いよく発生するため、泡はすぐに容器から溢れる。また、泡に色をつけるために触媒を加える前に着色料を混ぜることもある。酸素の発生を確認するためには、泡が発生しているそばで木片に火をつけて燃やせばよい。
しかし、この実験では濃い過酸化水素水を使うことから、危険を伴う（高濃度の過酸化水素水は皮膚を触媒に分解して酸素を発生させ、燃えることがある。また、皮膚を冒すことから、安全眼鏡や手袋の着用が必要である。）安全な条件下でこの実験を行う際には、3% - 6%の薄い過酸化水素水に触媒としてドライイーストを加える。先述の実験と同様、酸素によって大量の泡が発生するが、反応は遅く穏やかである。
後処理は、反応が終わって泡が充分冷めてから、大量の水と一緒に下水道に流せばよい。

### 化学的機構
この反応は、過酸化水素が触媒によって分解する反応である。過酸化水素（H2O2）は常に酸素の気体と水に分解しているが、その反応速度は観察するにはきわめて遅い。
2H2O2 → 2H2O(l) + O2(g)
しかし、それ自身が反応によって消費されることなく反応を促進する触媒を加えることで、反応を加速させることができる。ここでの触媒はヨウ化物イオン（I-）であり、ヨウ化カリウム（KI）から供給される。ヨウ化物イオンと過酸化水素は、下記のように反応する。
| H2O2  | + | I−  | → | H2O     | + | IO−   |   |    |                    |
| H2O2  | + | IO− | → | H2O     | + | O2    | + | I− |                    |
|       |   |     |   |         |   |       |   |    |                    |
| 2H2O2 |   |     | → | 2H2O(l) | + | O2(g) |   |    | ΔrH° = −196 kJ/mol |
この反応は発熱反応（エンタルピーの値が負）であるから、発生した泡は熱くなっている。